# Bruce Greyson
(Charles) Bruce Greyson (sinh tháng 10 năm 1946) là Giáo sư danh dự Khoa Tâm thần học và Hành vi Thần kinh học tại Đại học Virginia. Ông chính là tác giả của quyển After: A Doctor Explores What Near-Death Experiences Reveal about Life and Beyond (2021), đồng tác giả cuốn Irreducible Mind (2007) và đồng chủ biên sổ tay The Handbook of Near-Death Experiences (2009). Greyson đã viết nhiều bài báo, và trả lời phỏng vấn trên các phương tiện truyền thông về chủ đề trải nghiệm cận tử.

## Sự nghiệp
Greyson hiện giữ chức Giáo sư danh dự Khoa Tâm thần học và Hành vi Thần kinh học Chester F. Carlson, và là cựu giám đốc của Ban Nghiên cứu Tri giác (DOPS), tiền thân là Ban Nghiên cứu Nhân cách tại Đại học Virginia. Ông còn là Giáo sư Y học Tâm thần tại Khoa Y học Tâm thần, Phòng Tâm thần Bệnh nhân Ngoại trú, tại Đại học Virginia.

## Nghiên cứu
Greyson là nhà nghiên cứu trong lĩnh vực nghiên cứu cận tử và được mệnh danh là cha đẻ của ngành nghiên cứu trải nghiệm cận tử. Ông cùng với Kenneth Ring, Michael Sabom và những nhà nghiên cứu khác, vồn được gầy dựng dựa trên công trình nghiên cứu của Raymond Moody, Russell Noyes Jr và Elisabeth Kübler-Ross. Bảng phân loại của Greyson dùng để đo các khía cạnh của trải nghiệm cận tử được giới nghiên cứu hiện nay sử dụng nhiều và trích dẫn hơn 450 lần tính đến đầu năm 2021. Ông còn nghĩ ra một phương pháp xếp loại bao gồm 19 mục để đánh giá trải nghiệm của kundalini gọi là Thang đo Physio-Kundalini.
Greyson nhận lời viết tổng quan về hiện tượng Trải nghiệm cận tử dành cho bộ bách khoa toàn thư Encyclopædia Britannica và là Tổng biên tập của Tập san Nghiên cứu cận tử (tên cũ là Anabiosis) từ năm 1982 đến năm 2007. Ông từng được phỏng vấn hoặc tư vấn nhiều lần trên báo chí về chủ đề trải nghiệm cận tử.

## Ấn phẩm chọn lọc
Greyson là tác giả của cuốn After: A Doctor Explores What Near-Death Experiences Reveal about Life and Beyond (Macmillan, 2021), đồng tác giả quyển Irreducible Mind: Toward a Psychology for the 21st Century (Rowman and Littlefield, 2007) và đồng chủ biên cuốn sổ tay The Handbook of Near-Death Experiences: Thirty Years of Investigation (Praeger, 2009). Ông viết khá nhiều bài báo về chủ đề trải nghiệm cận tử bao gồm:
- Greyson B (2010). "Implications of near-death experiences for a post materialist psychology" (PDF). Psychology of Religion and Spirituality. Quyển 2. tr. 37–45. doi:10.1037/a0018548.
- Greyson B (2007). "Near-death experience: Clinical implications" (PDF). Rev Psiq Clin. Quyển 34. tr. 116–125.
- Greyson B (2006). "Near-death experiences and spirituality" (PDF). Zygon. Quyển 41 số 2. tr. 393–414. doi:10.1111/j.1467-9744.2005.00745.x.
- Greyson, B (2005). ""False positive" claims of near-death experiences and "false negative" denials of near-death experiences" (PDF). Death Studies. Quyển 29 số 2. tr. 145–55. doi:10.1080/07481180590906156. PMID 15822242.
- Greyson, B; Ring, K. (2004). "The Life Changes Inventory – Revised" (PDF). Journal of Near-Death Studies. Quyển 23. tr. 41–54.
- Greyson, B; Liester, MB (2004). "Auditory Hallucinations Following Near-Death Experiences" (PDF). Journal of Humanistic Psychology. Quyển 44 số 3. tr. 320–336. doi:10.1177/0022167804266281.
- Lange, R; Greyson, B; Houran, J (2004). "A Rasch scaling validation of a 'core' near-death experience" (PDF). British Journal of Psychology. Quyển 95 số Pt 2. tr. 161–77. CiteSeerX 10.1.1.533.9592. doi:10.1348/000712604773952403. PMID 15142300.
- Greyson B (2003). "Incidence and correlates of near-death experiences on a cardiac care unit" (PDF). Gen Hosp Psychiatry. Quyển 25 số 4. tr. 269–276. doi:10.1016/s0163-8343(03)00042-2. PMID 12850659.